# Верхолісся (Корюківський район)
Верхолі́сся — село в Україні, у Корюківській міській громаді Корюківського району Чернігівської області. Населення становить 192 особи.

## Географія
Село розташоване за 14 км від районного центру і залізничної станції Корюківка . Висота над рівнем моря — 134 м.

## Топоніміка
Під лісом при витоці річки Мена почали селитися люди, звідси і назва села — «верх лісу» чи «над лісом».

## Історія
Село засноване у 1550 році.
У Національній книзі пам'яті жертв Голодомору 1932—1933 років в Україні перелічено 6 жителів села, які загинули від голоду.
12 червня 2020 року, відповідно до розпорядження Кабінету Міністрів України № 730-р «Про визначення адміністративних центрів та затвердження територій територіальних громад Чернігівської області», увійшло до складу Корюківської міської громади.
19 липня 2020 року, в результаті адміністративно-територіальної реформи та ліквідації колишнього Корюківського району, село увійшло до складу новоутвореного Корюківського району.

## Населення
За даними перепису населення 2001 року у селі проживали 192 особи.
Рідною мовою назвали:
| Мова       | Кількість осіб | Відсоток |
| ---------- | -------------- | -------- |
| українська | 188            | 97,92 %  |
| російська  | 4              | 2,08 %   |